# Radek Pilař
Radek Pilař (ur. 23 kwietnia 1931 w Písku, zm. 7 lutego 1993 w Pradze) – czechosłowacki rysownik, twórca graficznego wizerunku rozbójnika Rumcajsa, laureat Orderu Uśmiechu.